# Mihail Berezovschi
Mihail Berezovschi (n. 20 februarie 1868, Cetatea Albă, Imperiul Rus, astăzi în Ucraina—d. 5 noiembrie 1940, Chișinău, RSS Moldovenească, URSS, astăzi în Republica Moldova) a fost un preot, compozitor și dirijor român.

## Biografia
Mihail Berezovschi s-a născut într-o familie de preoți în localitatea Căplan, jud.Cetatea Albă.
A studiat la Seminarul Teologic din Chișinău, în perioada 1880-1890, continuându-și ulterior studiile  de muzică la Conservatorul Academic din Sankt Petersburg.
A fost hirotonisit preot la biserica „Sf. Arhangheli” din Chișinău (1890-1892) și a activat ulterior ca profesor titular la Catedrala Arhiepiscopală (din 1892). A deținut și funcția de director adjunct al corului Catedralei (1892), fiind titularizat ca dirijor prim în anul 1904.
După 1918, când Basarabiaa s-a unit cu România, a devenit profesor titular la Conservatorul de Muzică din Chișinău.
A fost membru fondator a Societății Compozitorilor Români, precum și membru și vicepreședinte al Comitetului central al Asociației Muzicale „Cântecul Basarabiei”.
Este numit în cadrul bisericii ortodoxe, iconom stavrofor, participând cu corul pe care l-a condus la evenimentele istorice care au marcat unirea din 1918.

## Opera
- Liturghia Sf. Ioan Gură de Aur, aranjată pentru 3 voci, Moscova-Leipzig, 32 p. (în limba rusă);
- Nu mă lăsa la vremea bătrâneții. Concert pentru 4 voci, cu aranjament pentru pian, 16 p. ((în limba rusă);
- Doamne strigat-am; Stihirile Dogmatice; Dumnezeu este Domnul; cu Troparele învierii pe 8, glasuri, Chișinău, 1921, 24 p. (ed. a II-a, 1940);
- Imnele Sfintei Liturghii, pentru cor mixt, bărbătesc și pentru 3 voci egale, Chișinău, 1922, 194 p.;
- Imnele Vecerniei și Utreniei, pentru cor mixt, bărbătesc și pentru 3 voci egale, Chisinau, 1927, 269 p.
- Canonul cel mare al Sf.Andrei Criteanul, aranjament muzical.